# Barri d'Atocha
Atocha és un dels set barris del districte d'Arganzuela, a Madrid. El barri limita per la Ronda d'Atocha al nord, el carrer Méndez Álvaro a l'est, l'Avenida de Barcelona a l'oest i la M-30 al sud. Limita al nord-est amb el barri de Pacífico, al districte de Retiro, i al sud i oest amb els barris de Palos de la Frontera, Las Delicias i Legazpi. Al barri hi ha l'Estació d'Atocha, l'estació de ferrocarril més important d'Espanya. És estació de rodalia i punt d'arribada dels AVE de Barcelona. També hi ha el Conservatori de Madrid, la Basílica d'Atocha o el Museu Reina Sofia.